# Mestre

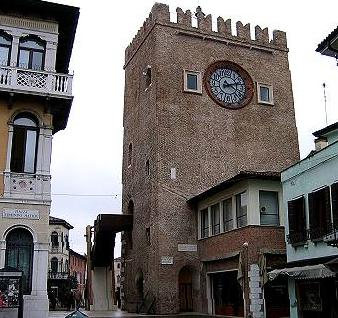
Torre del reloj.

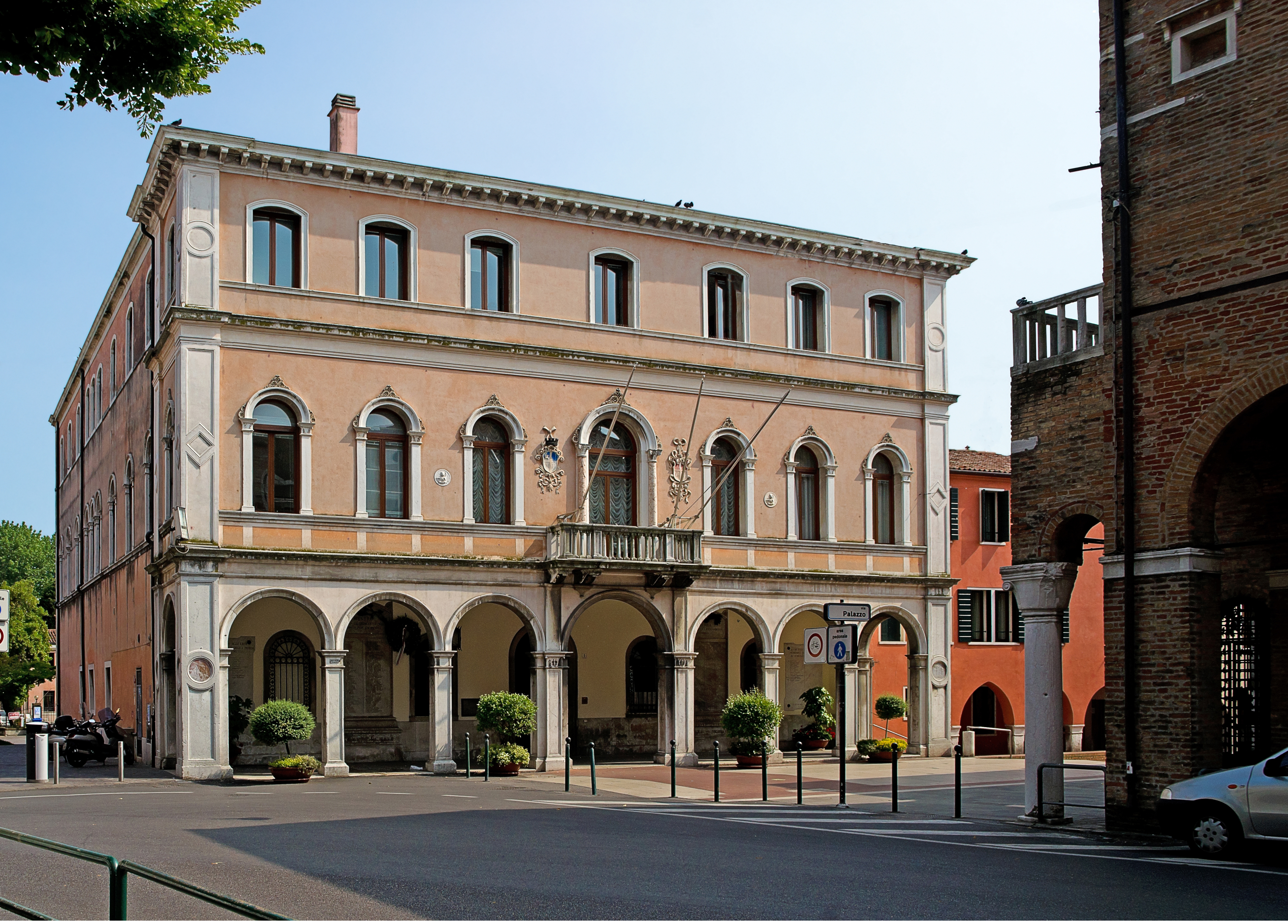
Il Palazzo Podestarile. Ayuntamiento de Mestre.

Mestre es una localidad perteneciente al municipio de Venecia, Italia (270.000 habitantes) . Está situada en tierra firme, frente a la isla de Venecia.
Urbanísticamente se presenta como un centro, situado en la parte continental de la ciudad, y por lo tanto totalmente distinto de la isla de Venecia. En su interior se encuentran dos tercios de la población del municipio de Venecia.
Mestre era un municipio independiente hasta 1926, en el año 1923 el municipio había recibido el estatus de "ciudad".
En una época muy distinta de los otros centros en el continente, Mestre, especialmente después de la Segunda Guerra Mundial, ha experimentado un crecimiento urbanístico rápido y desordenado, que la ha llevado a estar junto ellos en una gran conurbación. Por esta razón, con el nombre de Mestre a menudo significa, por extensión, el de toda la provincia de Venecia.
Desde el punto de vista administrativo, con el establecimiento de las divisiones de la descentralización (municipios, que en 2005 sustituyeron a los distritos) que se dividen en las siguientes:
- Municipalidad de Mestre-Carpenedo (1) (artículo 22 de la Carta Municipal), también llamado el centro de Mestre (artículo 2 del Reglamento de los municipios).[6] El municipio, creado en 2005 junto con los otros, está formado por los trimestres anteriores de Carpenedo Bissuola-centro y Mestre.
- Municipalidad de Mestre-Carpenedo (2) es a su vez dividida en 7 delegaciones de la zona (artículo 1 del Reglamento de las delegaciones de la zona), dos de los que llaman centro de Mestre (que no debe confundirse con el nombre alternativo de todo el municipio y que no debe confundirse con la nombre del centro de barrio de Mestre derogada en 2005) y el este de Mestre.[7]
- Municipalidad de Chirignago-Zelarino llamado, no oficialmente, oeste de Mestre.[8]

Muchos habitantes de Mestre muestran una identidad de la ciudad, distinta de la de la isla de Venecia, que a veces, conduce a expresiones de patriotismo.
La población residente en el núcleo de la laguna de Venecia es de 90.000 habitantes, mientras que junto a los otros dos núcleos de Mestre y Marghera sobrepasa los 180.000.
El centro histórico de la Venecia insular vive principalmente del turismo, presente todo el año, mientras que Mestre ha crecido gracias al polo industrial de Marghera.
Hay un proyecto para separar Mestre de Venecia, creando dos ayuntamientos (comunas) distintos, pero en los cuatro referéndum populares celebrados en los años 1979, 1989, 1994 y 2003, los ciudadanos se han expresado en contra de la separación.

## Escudo de armas, bandera y honores

### Escudo de armas
El escudo de armas "oficial" de la ciudad muestra una cruz de plata sobre un campo azul, con el León de San Marcos en el cuarto superior izquierdo y las letras M y F (las iniciales del lema Mestre fidelissima) en la parte inferior.
En las crestas de muchos otros centros históricamente sujetos a la dominación de la ciudad libre de Treviso, Mestre recalca la originalidad de los gobernantes de Treviso, y se representó por una cruz de plata encerrada en un escudo samnita en un campo rojo. Las letras C y M en el recuadro inferior identifica a la ciudad de Mestre y la comunidad ("Communitas Mestrensis"). El escudo de armas se mantuvo durante el período de la dominación Veronese (1323-1337). Fue modificado por primera vez con el paso del castillo bajo la dominación veneciana (Serenissima), reemplazando el rojo con el azul - banderas de colores recurrentes en la antigua Venecia - y con la adición del león con la parte superior izquierda. En 1513 el lema fue introducido en el acrónimo Mestre Fidelissima en honor a la heroica resistencia durante la Guerra de la Liga de Cambrai. Por último, la corona se insertó en el año 1923 con la concesión del título de "Ciudad".

### Honores conferidos a la ciudad
El 13 de noviembre de 1898, Mestre fue nombrada la XI Ciudad Condecorada con Medalla de Oro como "Benemérita del Resurgimiento Nacional" por las acciones altamente patrióticas realizados por la ciudad durante el Renacimiento (que, de acuerdo con la definición de la casa de Saboya, se incluye entre los disturbios de 1848 y el final de la Primera Guerra Mundial).

Medalla de la Ciudad como "Benemérita del Resurgimiento Nacional".

"Como premio de la valentía de la ciudadanía para mantener la fortaleza de Marghera, en la noche del 22 de marzo de 1848 y en la salida de Marghera, el 27 de octubre. Ambos episodios se refieren al período breve, pero intenso, de la república de Venecia, que se inició 22 de marzo de 1848 con la ocupación de la fortaleza de Marghera, el arsenal y el palacio del gobernador. Un abultado bloqueo impuesto por la ciudad el 17 de marzo de 1849, destruyó la fortaleza de Marghera el 27 de mayo, la República de Venecia se rindió a la hambruna el 23 de agosto. "

## Geografía física
Mestre se encuentra en la llanura veneciana en el margen de la laguna de Venecia (3 m) y actúa como una puerta de entrada a Venecia a través del Puente de la Libertad. El punto de vista sobre la laguna es el Parque de San Giuliano, que abrió sus puertas el 8 de mayo de 2004 y fue ampliado a 74 hectáreas.

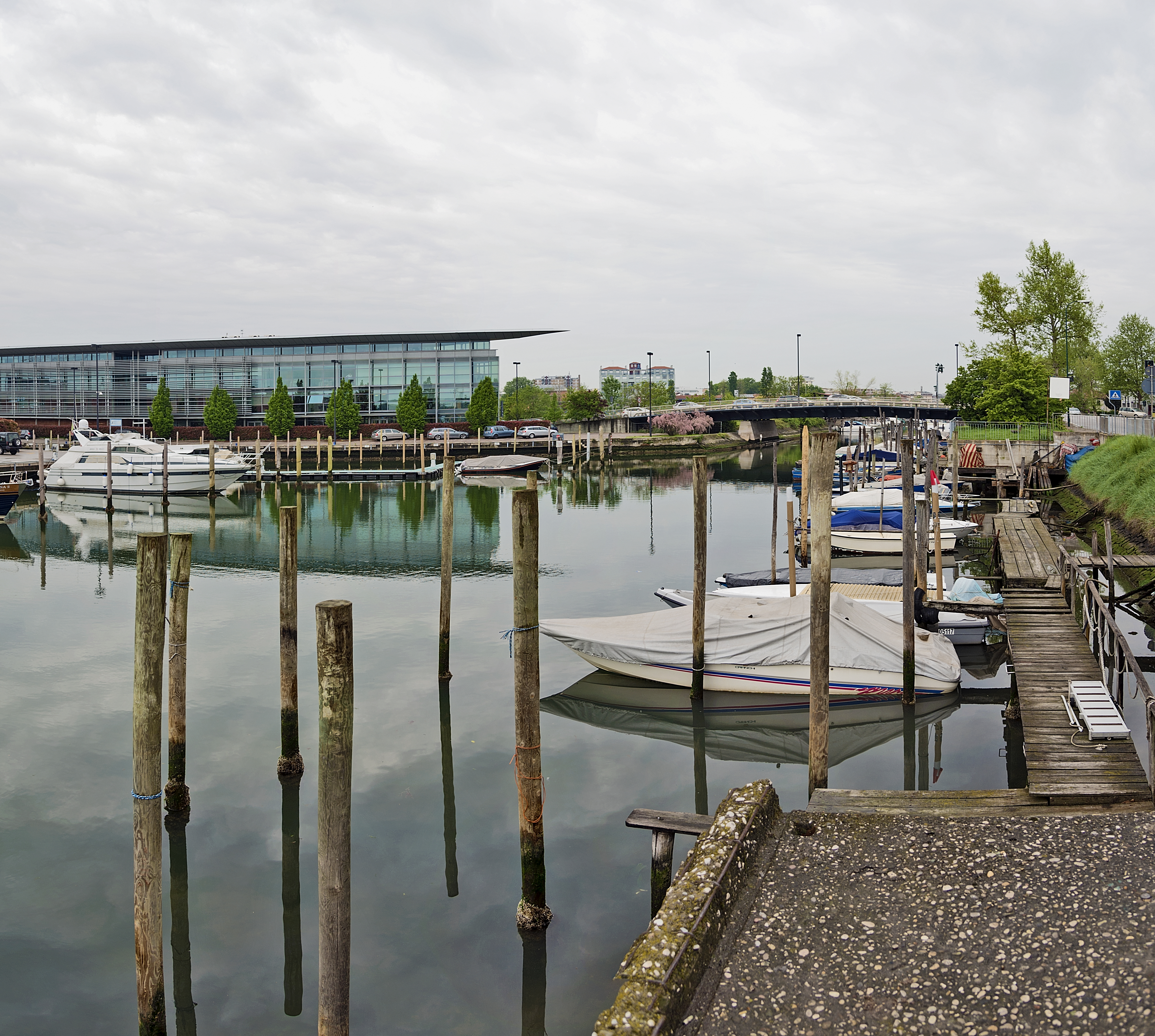
El Canal Salso cerca de la avenida de Ancona en el fondo del centro de negocios de La Vela.

La principal vía fluvial es el lecho del río Marzenego, cuyo original recorrido ha sido modificado en varias ocasiones con el transcurso del tiempo. Su bifurcación, que rodea la ciudad antigua, el tramo norte del Beccherie o San Lorenzo y, en tramo sur, del Muneghe o de Campana. Los dos tramos se reúnen en el puente en Colombo, formando el Osellino, el canal artificial que transporta el agua de la laguna, corriendo hacia Tessera.
Otra vía importante es el Canal Salso, que conecta la ciudad y la laguna, cerca del último tramo, que terminaba a la altura de Plaza XXVII Ottobre, fue enterrado en el siglo XX para la construcción de la plaza (en ese entonces denominada Plaza de Barcos, el nombre sigue siendo ampliamente utilizado) y seguía hasta el Fuerte Marghera.

## Turismo
Jardín Botánico Locatelli, ubicado en las afueras de Mestre.